# Deils Wood

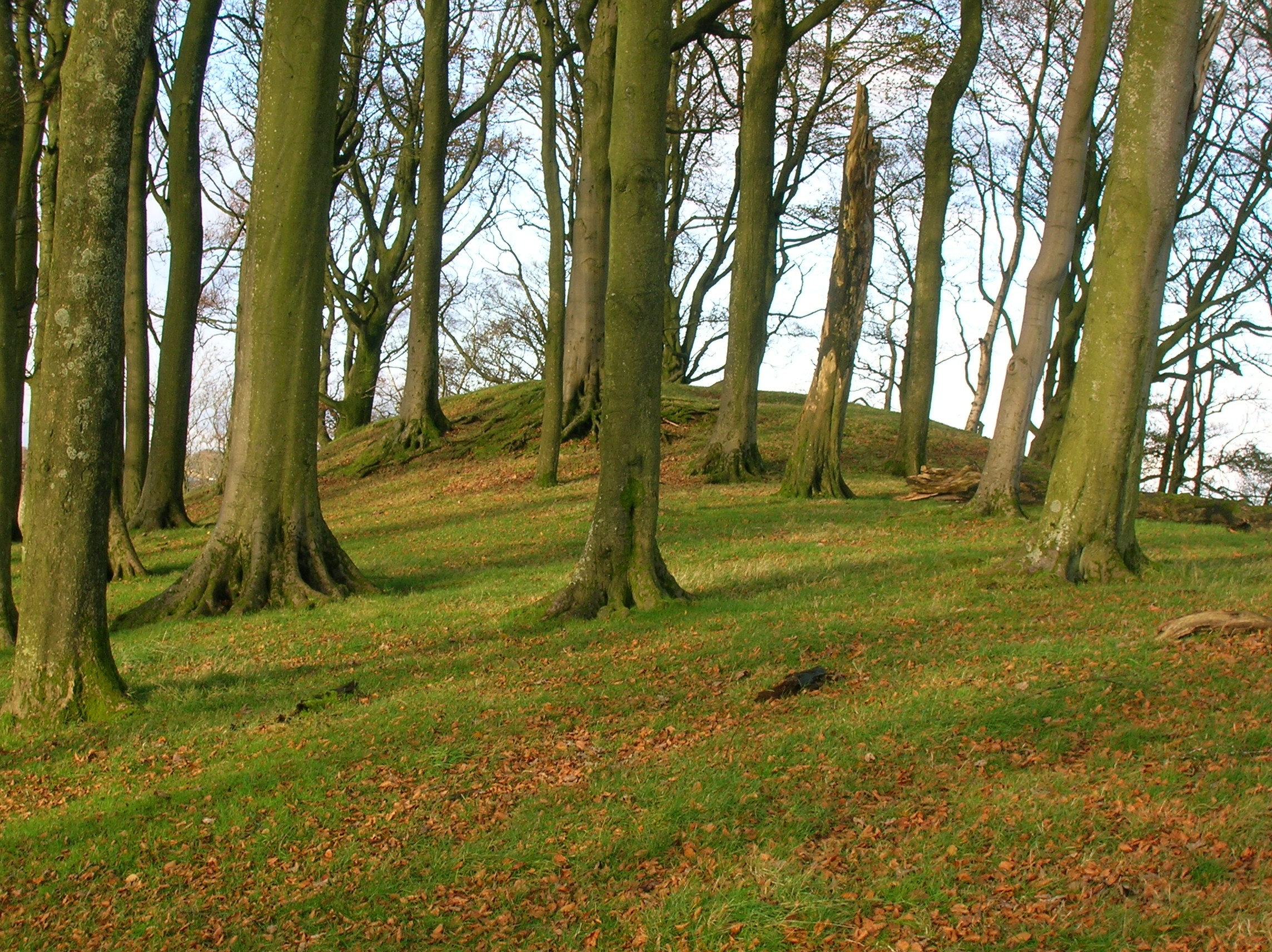
Deil's Wood

Deils Wood, auch Deil’s Wood, ist ein wahrscheinlich bronzezeitlicher Cairn im gleichnamigen Wäldchen in der schottischen Council Area East Renfrewshire. Er liegt auf einer Anhöhe etwa auf halber Strecke zwischen den Städten Eaglesham und Newton Mearns. Seit 2010 ist der Cairn in den schottischen Denkmallisten als Scheduled Monument klassifiziert.

## Beschreibung
Cairns wurden von der Bronzezeit bis zur frühen Eisenzeit zwischen 3000 und 1000 v. Chr. angelegt. Wann der Deils Cairn errichtet wurde, ist nicht untersucht. Er gehört zu einer Gruppe von 14 ähnlichen Anlagen im Umkreis von vier Kilometern südöstlich von Newton Mearns. Der Deils Cairn liegt auf der Kuppe einer leichten Anhöhe in 285 m Höhe. Im Jahre 1865 wurde er zunächst als Tumulus eingestuft und erst zu Beginn des 20. Jahrhunderts als Cairn bezeichnet. Auf Grund der ehemaligen Bezeichnung des Wäldchens als Castlehill Wood, wurde in den 1950er Jahren auch geäußert, dass es sich um eine Motte handeln könnte.
Der Durchmesser des Steinhügels wird je nach Quelle mit zwischen 20 m und 24 m angegeben. Die Höhe beträgt zwischen 1,8 m und 3,1 m. Heute ist er von einer Erdschicht bedeckt und von Bäumen bestanden. In der Mitte sind zwei Vertiefungen, die auf eine Störung der Anlage hindeuten. Sie ist jedoch verhältnismäßig gut erhalten und weitgehend unberührt. Bei der Planung der Streckenführung der A726, die East Kilbride an die M77 anschließt, wurde die Lage des Cairns berücksichtigt. Ebenso wie die Humbie Road zwischen Eaglesham und Newton Mearns, führt sie direkt an Deils Wood vorbei. Der Cairn wurde noch keiner eingehenden archäologischen Untersuchung unterzogen.